# Jalový potok (přítok Šembery)
Jalový potok se nachází v okrese Kolín. Je to jeden z největších přítoků řeky Šembery, do které se vlévá zprava u Liblic na jejím 14,2 říčním kilometru. Délka toku činí 13,4 km. Plocha povodí měří 25,6 km².

## Průběh toku
Jalový potok pramení v Kostelci nad Černými lesy a postupně se spojuje z několika ramen, která protékají lesy nad Kostelcem. Dále pokračuje v zalesněném údolí západně od obce Krupá. Jižně od Přistoupimi se vlévá do rybníka a pokračuje dále samotnou obcí. Jižně od vesnice Liblice se pak rozdvojuje na dvě větve. Jedna napájí Nouzovské rybníky, druhá pokračuje do řeky Šembery východně od Českého Brodu.

### Větší přítoky
Za zmínku stojí pouze tři větší bezejmenné levostranné přítoky, z nichž dva posilují Jalový potok zhruba na jeho 10,0 říčním kilometru. Třetí přítok tekoucí od obce Přehvozdí ústí na jeho 7,0 říčním kilometru.

## Vodní režim
Průměrný průtok u ústí činí 0,08 m³/s.